# Great News
Great News – amerykański serial telewizyjny (sitcom) wyprodukowany przez Barge Productions, Good Session Productions oraz Warner Bros. Television, którego pomysłodawcami są Jeff Astrof oraz Matt Miller.
Serial był emitowany od 25 kwietnia 2017 roku do 25 stycznia 2018 roku przez NBC.
12 maja 2018 roku, stacja NBC ogłosiła zakończenie produkcji serialu po dwóch sezonach.

## Fabuła
Serial opowiada o relacjach Katie ze swoją matką, która zaczyna staż w redakcji programu informacyjnego, w którym jej córka jest producentem.

## Obsada

### Główna
- Briga Heelan jako Katie Wendelson[3]
- Andrea Martin jako Carol[4]
- John Michael Higgins jako Chuck Pierce
- Nicole Richie jako Portia[5]
- Adam Campbell jako Greg[6]
- Horatio Sanz jako Justin

### Role drugoplanowe
- Tracey Wigfield jako Beth
- Sheaun McKinney jako Wayne[7]

## Odcinki
| Sezon | Sezon | Odcinki | Oryginalna emisja | Oryginalna emisja | Polska emisja   | Polska emisja | Polska emisja |
| Sezon | Sezon | Odcinki | Premiera sezonu   | Finał sezonu      | Premiera sezonu | Finał sezonu  |               |
| ----- | ----- | ------- | ----------------- | ----------------- | --------------- | ------------- | ------------- |
|       | 1     | 10      | 25 kwietnia 2017  | 23 maja 2017      | —               | —             |               |
|       | 2     | 13      | 28 września 2017  | 25 stycznia 2018  | —               | —             |               |

### Sezon 1 (2017)
| Nr | #  | Tytuł                      | Reżyseria            | Scenariusz                          | Premiera NBC     | Premiera     |
| -- | -- | -------------------------- | -------------------- | ----------------------------------- | ---------------- | ------------ |
| 1  | 1  | Pilot                      | Beth McCarthy-Miller | Tracey Wigfield                     | 25 kwietnia 2017 | nieemitowany |
| 2  | 2  | Bear Attack                | Beth McCarthy-Miller | Tracey Wigfield                     | 25 kwietnia 2017 | nieemitowany |
| 3  | 3  | Chuck Pierce Is Blind      | Claire Scanlon       | Sam Means                           | 2 maja 2017      | nieemitowany |
| 4  | 4  | War Is Hell                | Victor Nelli Jr.     | Jack Burditt, Robert Carlock        | 2 maja 2017      | nieemitowany |
| 5  | 5  | Snowmagedon of the Century | Payman Benz          | Chrissy Pietrosh, Jessica Goldstein | 9 maja 2017      | nieemitowany |
| 6  | 6  | Serial Arsonist            | Ken Whittingham      | Ben Dougan                          | 9 maja 2017      | nieemitowany |
| 7  | 7  | The Red Door               | Beth McCarthy-Miller | Amy Hubbs                           | 16 maja 2017     | nieemitowany |
| 8  | 8  | Celebrity Hacking Scandal  | Gail Mancuso         | Dan Klein                           | 16 maja 2017     | nieemitowany |
| 9  | 9  | Carol Has a Bully          | Nisha Ganatra        | Jack Burditt                        | 23 maja 2017     | nieemitowany |
| 10 | 10 | Carol's Eleven             | Beth McCarthy-Miller | Tracey Wigfield                     | 23 maja 2017     | nieemitowany |

### Sezon 2 (2017-2018)
| Nr | #  | Tytuł                      | Reżyseria            | Scenariusz                          | Premiera NBC         | Premiera     |
| -- | -- | -------------------------- | -------------------- | ----------------------------------- | -------------------- | ------------ |
| 11 | 1  | Boardroom Bitch            | Beth McCarthy-Miller | Tracey Wigfield                     | 28 września 2017     | nieemitowany |
| 12 | 2  | Squad Feud                 | Jeff Richmond        | Ben Dougan                          | 5 października 2017  | nieemitowany |
| 13 | 3  | Honeypot!                  | John Riggi           | Tina Fey, Sam Means                 | 12 października 2017 | nieemitowany |
| 14 | 4  | Award Show                 | Tristram Shapeero    | Chrissy Pietrosh, Jessica Goldstein | 19 października 2017 | nieemitowany |
| 15 | 5  | Night of the Living Screen | Victor Nelli Jr.     | Robert Padnick                      | 26 października 2017 | nieemitowany |
| 16 | 6  | Pool Show                  | Payman Benz          | Hayes Davenport                     | 2 listopada 2017     | nieemitowany |
| 17 | 7  | A Christmas Carol          | Maggie Carey         | Amy Hubbs                           | 21 grudnia 2017      | nieemitowany |
| 18 | 8  | Sensitivity Training       | Tristram Shapeero    | Dan Klein                           | 21 grudnia 2017      | nieemitowany |
| 19 | 9  | Love is Dead               | Beth McCarthy-Miller | Robert Carlock, Sam Means           | 28 grudnia 2017      | nieemitowany |
| 20 | 10 | Catfight                   | Claire Scanlon       | Josh Siegal, Dylan Morgan           | 4 stycznia 2018      | nieemitowany |
| 21 | 11 | Competing Offer            | Beth McCarthy-Miller | Ashley Wigfeld                      | 11 stycznia 2018     | nieemitowany |
| 22 | 12 | The Fast Track             | Jay Karas            | Ben Dougan, Naomi Ekperigin         | 18 stycznia 2018     | nieemitowany |
| 23 | 13 | Early Retirement           | Beth McCarthy-Miller | Tracey Wigfield, Hayes Davenport    | 25 stycznia 2018     | nieemitowany |

## Produkcja
7 stycznia 2016 roku stacja NBC zamówiła odcinek pilotowy komedii "Great News".
W lutym 2016 roku ogłoszono, że Adam Campbell, Briga Heelan oraz Andrea Martin dołączyli do obsady komedii.
13 maja 2016 roku stacja NBC zamówiła 10-odcinkowy serial "Great News", którego premierę zaplanowano na midseason 2016/2017.
21 lipca 2016 roku Nicole Richie dołączyła do obsady komedii.
22 sierpnia 2016 roku ogłoszono, że Sheaun McKinney dołączył do serialu w roli powracającej.

11 maja 2017 roku stacja NBC ogłosiła zamówienie drugiego sezonu.